# Lennart Gustafsson (ingenjör)
Sven Lennart Gustafsson, född 6 oktober 1940 i Stockholm är en svensk professor emeritus i elektronik. 
Gustafsson blev civilingenjör i elektroteknik på Kungliga tekniska högskolan och disputerade på Chalmers tekniska högskola 1975. Han var verksam på Luleå tekniska universitet  på EISLAB. Gustafssons forskning rörde främst medicinsk teknik och elektronik. 

## Källa
https://scholar.google.se/citations?user=yrzJr3MAAAAJ&hl=en
1. ↑  ”http://libris.kb.se/bib/869801”. http://libris.kb.se/bib/869801.